# ام‌دی هلیکاپترز

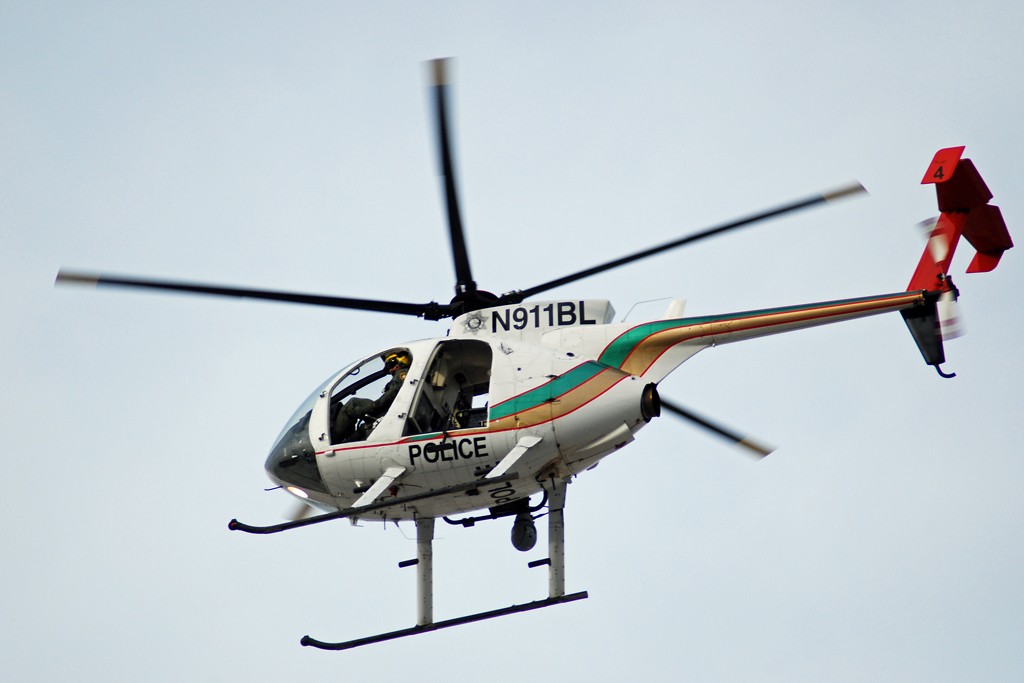
ام‌دی ۵۰۰ پلیس آمریکا

اِم‌دی هلیکاپترز «بالگردسازی اِم‌دی» (به انگلیسی: MD Helicopters) (در گذشته: سامانه‌های بالگردی مک‌دانل داگلاس-McDonnell Douglas Helicopter Systems) یک شرکت بالگردسازی در ایالات متحده آمریکاست که بالگردهای سبُک تجاری و نظامی تولید می‌کند. این شرکت میراث‌دار صنایع هیوز هلیکاپترز است که در سال ۱۹۸۴ به مک‌دانل داگلاس فروخته شد. بوئینگ در سال ۱۹۹۷ مک‌دانل داگلاس را خریداری کرد و محصولات هیوز را توقف تولید اعلام کرد. بوئینگ در سال ۱۹۹۹ بخش بالگردهای مک‌دانل داگلاس (میراث هیوز/ام‌دی هلیکاپترز) را به شرکت هلندی آردی‌ام فروخت و ام‌دی رسماً زیرگروه آن شرکت هلندی شد. ولی بوئینگ خط تولید آپاچی و حق امتیاز دم بی‌پروانه را برای خودش محفوظ نگه‌داشت.
بعد از یک بحران مالی در سال ۲۰۰۵، شرکت «هلدینگ آر.دی.ام» اعلام ورشکستگی کرد و سهام ام‌دی هلیکاپترز را به یک گروه سرمایه‌گذاری به نام «پتریارک پارتنرز» فروخت. مالک جدید، ام‌دی را دوباره بعنوان یک شرکت مستقل اعلام کرد و پایگاه آن را از هلند به شهر میزا در آریزونا آمریکا منتقل نمود. از ۲۰۰۵ تاکنون ام‌دی بطور مستقل فعالیت می‌کند و متعلق «پتریارک پارتنرز» است.

## محصولات موجود ام‌دی بر اساس وبسایت رسمی

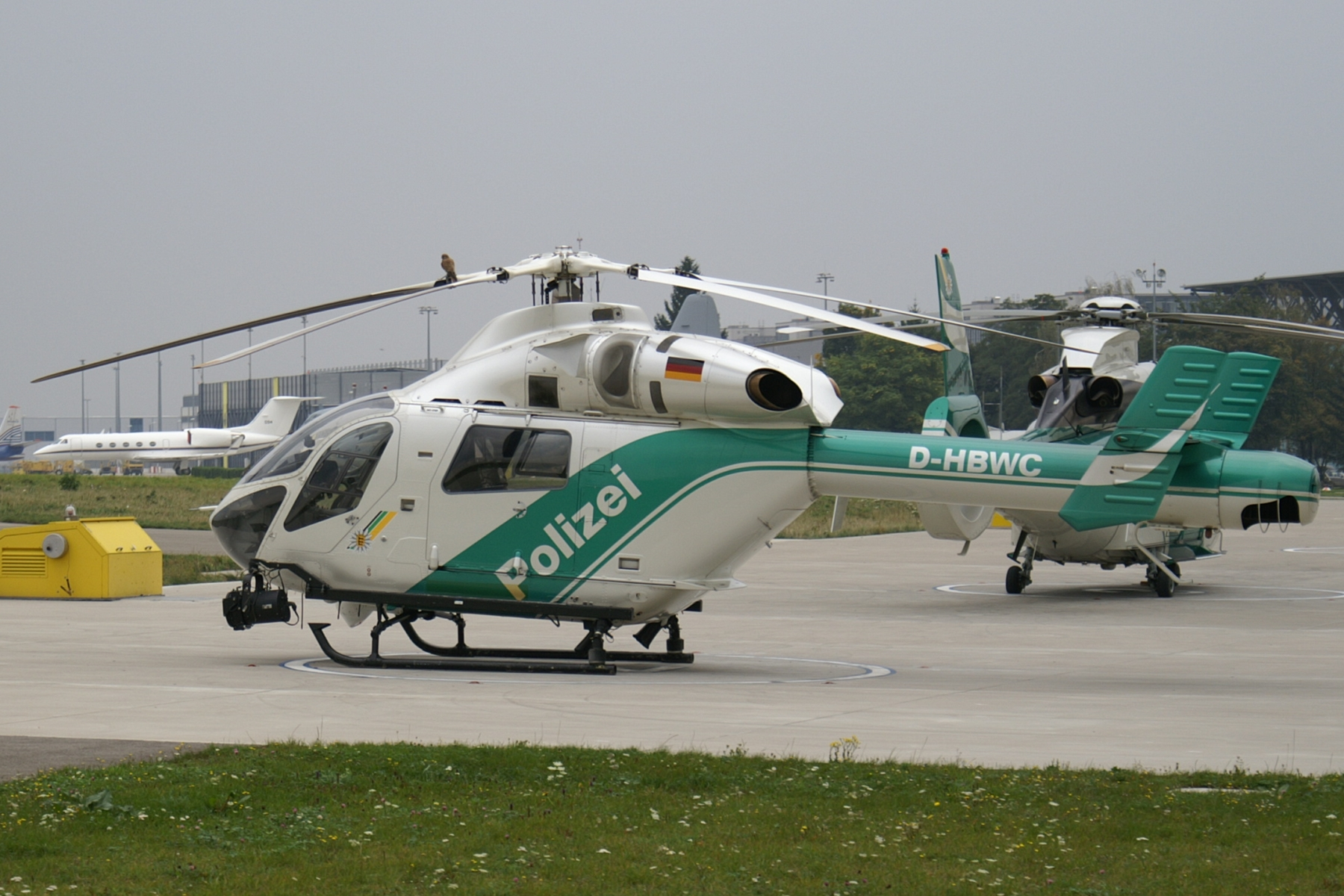
ام‌دی اکسپلورر ۹۰۲ پلیس آلمان

| نام بالگرد      | نخستین پرواز | تعداد ساخته شده | کاربری                           |
| --------------- | ------------ | --------------- | -------------------------------- |
| ام‌دی ۵۰۰        | ۱۹۶۷         | +۴۷۰۰           | بالگرد سبک ترابری                |
| ام‌دی ۵۰۰ دیفندر | ۱۹۷۶         | ۴۷۱             | نسخه نظامی از ام‌دی ۵۳۰-اف        |
| ام‌دی ۶۰۰        | ۱۹۹۴         | ?               | بالگرد سبک چندمنظوره             |
| ام‌دی اکسپلورر   | ۱۹۹۲         | ?               | بالگرد ترابری دوموتوره چندمنظوره |